# Etilamina
L'etilamina és un compost orgànic amb la fórmula CH₃CH₂NH₂. És un gas incolor amb una forta olor d'amoníac. És miscible amb pràcticament tots els solvents i és una base feble om és típic en les amines. L'etilamina es fa servir molt en la indústria química i la síntesi orgànica.
pKa (de forma protonada) = 10,7

## Síntesi
La manera més comuna és combinant etanol i amoníac en presència d'un catalitzador:
CH₃CH₂OH + NH₃ → CH₃CH₂NH₂ + H₂O
Amb aquesta reacció l'etilamina es coprodueix junt amb dietilamina i trietilamina. Aproximadament uns 80M kilograms/any d'aquestes tres amines es produeixen industrialment.
També es produeix per l'aminació reductora d'acetaldehid.
CH₃CHO + NH₃ + H₂ → CH₃CH₂NH₂ + H₂O

## Aplicacions
L'etilamina és un bon solvent pel liti metàl·lic, donant l'ió [Li(amina)₄]+ i l'electró sovatat. i alquines.
L'etilamina és el precursor de molts herbicides incloent l'atrazina i la simazina. També es troba en productes de la goma.